# Radikalni feminizam
Radikalni feminizam je struja unutar feminističkog pokreta čije sljedbenice tvrde da je glavni uzrok ugnjetavanja žena postojanje patrijarhata u ljudskom društvu, odnosno formalni ili neformalni sistem vlasti kojim se održava muška dominacija nad ženama. Radikalne feministice zato tvrde da se žene mogu osloboditi jedino ako sruše patrijarhat potpunim odbacivanjem tzv. rodnih uloga i radikalnim preustrojem društva.
Radikalni feminizam se razvio u drugoj polovici 1960-ih u SAD, a kasnije proširio po ostalim zapadnim zemljama. Njegove pobornice su bile nezadovoljne načinom na koji su drugi društveni pokreti (pokret za građanska prava u SAD i sl.) tretirali ženske probleme, odnosno spolnom diskriminacijom unutar samih tih pokreta. Također su odbacile stav prema kome će problem inferiornog položaja žena biti riješen putem promjene zakona (za što su se zalagele liberalne feministice), odnosno ukidanjem klasnih razlika (za što su se zalagale socijalističke i marksističke feministice). 
Važna radikalno-feministička (i lezbijsko-feministička) autorica Monique Wittig (1935. – 2003) zalaže se u radu "One is Not Born a Woman" (1981) za konstituiranje žena kao klase koja se treba osloboditi eksploatatorske klase muškaraca: u tom oslobodilačkom procesu treba nestati kako koncept "muškarca", tako i koncept "žena". "Jer 'žena' ne postoji za nas: to je samo jedna imaginarna formacija, dok su 'žene' proizvod društvenih odnosa...  Jer ono što čini ženom jest jedan specifični socijalni odnos s muškarcem, kojega smo prije nazvali robovanjem, odnosom koji implicira osobnu i fizičku dužnost kao i ekonomsku obligaciju". Wittig kao važnu metodu borbe radikalnih feministica predlaže ubacivanje riječi - trojanskih konja, gdje autor treba političkim zahvatom u već postojeće riječi izvesti subverziju postojećeg socijalnog diskursa; kao važan primjer takve riječi - trojanskog konja navodi termin "rod" (eng. "gender"), kojemu predlaže dati nov i visokosubverzivni sadržaj.
Uz radikalni feminizam se često vezuje i izraz militantni feminizam, ali se njega često shvaća kao pejorativni naziv koji koriste njegovi protivnici, kao i protivnici srodnih struja unutar feminizma.
Radikalni feminizam, u formi u kojoj se razvio 1970-ih, je danas u široj javnosti sinonim za feminizam uopće; oponenti nazivaju ideje koje potječu iz radikalnog feminizma još i "rodna ideologija".